# Nyctophilus sherrini
Nyctophilus sherrini es una especie de murciélago de la familia de los vespertiliónidos. Vive en Australia. Su hábitat natural son los bosques, probablemente restringidos a las tierras bajas. Una posible amenaza significativa para la supervivencia de esta especie sería la tala de árboles para plantaciones de eucaliptos, la agricultura y la explotación forestal comercial.   